# 전승수
전승수(全承洙, 일본식 이름: 三宅勝秀미야케 가쓰히데, 1895년 6월 15일 ~ 1969년 11월 12일)는 일제강점기의 관료로, 본적은 전라북도 진안군 진안면이다.
1927년 4월 1일 전라북도 민선 도평의회원에 당선되었으며 1928년 11월 16일 일본 정부로부터 쇼와 대례 기념장을 받았다. 1931년 8월 동아일보 진안지국장으로 재직했고 1933년 5월 19일 전라북도 도회의원에 당선되었다.
1934년 10월 전라북도 진안군에서 소작위원회 정위원으로 활동했으며 1935년 5월 전라북도 도회의원 자격으로 만주 시찰을 다녔다. 1936년 조선신궁 참열원으로 초대받았고 1937년 5월 18일과 1941년 5월 10일 전라북도 민선 도회의원에 연달아 당선되었다. 1941년 9월 조선임전보국단 발기인으로 참여했다.
1939년 공화자동차운수(共和自動車運輸)주식회사 이사, 1940년 전라북도 진안우편소장, 1942년 전라산업(全羅産業)주식회사 감사, 금산운수(錦山運輸)주식회사 감사, 남선임업(南鮮林業)주식회사 이사, 전라북도양곡(全羅北道糧穀)주식회사 이사 등을 역임했으며 1945년 6월 6일부터 8월 광복 때까지 조선총독부 중추원 참의를 역임했다. 민족문제연구소의 친일인명사전 수록자 명단의 중추원 부문, 친일반민족행위진상규명위원회가 발표한 친일반민족행위 704인 명단에 포함되었다.

## 참고 자료
- 친일반민족행위진상규명위원회 (2009). 〈전승수〉. 《친일반민족행위진상규명 보고서 Ⅳ-15》. 서울. 812~817쪽.